# جان باتيست هامبرت
جان باتيست هامبرت (بالفرنسية: Jean-Baptiste Humbert)‏ هو عالم إنسان فرنسي، ولد في 8 ديسمبر 1940 في ماكون في فرنسا.